# 譲ヶ葉森
譲ヶ葉森（ゆずりがはもり）は、愛媛県宇和島市にあり、四国西南山地に座する標高1,016.0mの山である。
南に山頂部が平らな音無山を従え鞍部から一気に頂上へ迫り上がる山容は同定が易しい。山名由来は伝説ではあるが、後醍醐天皇の第8皇子・懐良親王が岩松に逗留されたおり庭にユズリハの木があり、その葉越しにこの山を仰がれたことからである。広野峠から畜舎近くの車道脇に停め林道をカットするように登って行くと加塚越に至る。そこからは延々と斜面を駆け上がると山頂である。山頂は広く三角点から眺望の良い所に出ると南予の山々が見渡せる。

## ギャラリー

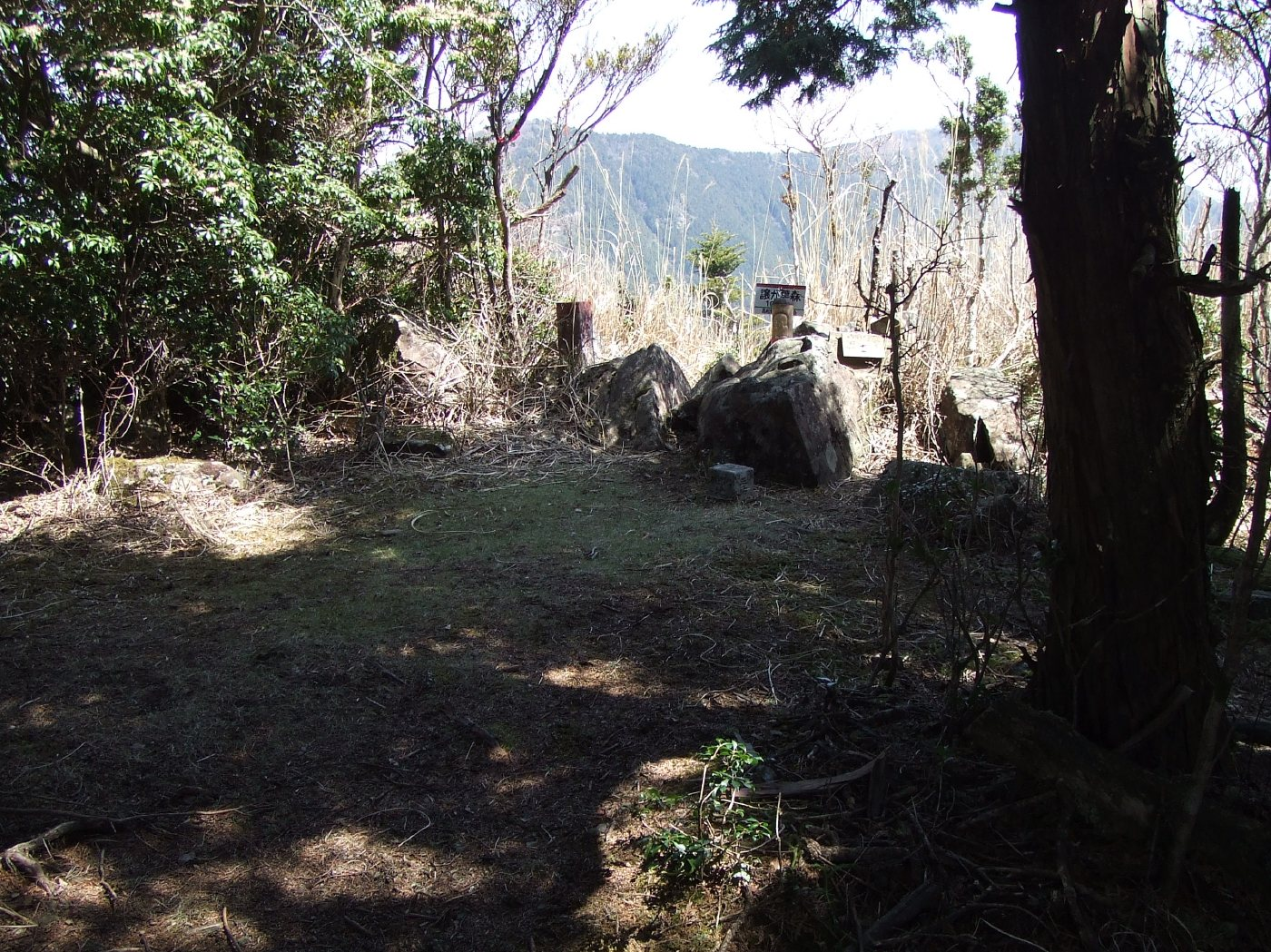
頂上